# 開発駅
開発駅（かいほつえき）は、富山県富山市月岡町にある、富山地方鉄道上滝線の駅である。駅番号はT66。

## 歴史
- 1921年（大正10年）4月25日：富山県営鉄道の駅として開業する[1]。
- 1943年（昭和18年）1月1日：富山地方鉄道の駅となる[1]。
- 1969年（昭和44年）8月1日：貨物の取扱を廃する[2]。
- 1979年（昭和54年）4月7日：当駅駅前に貨物上屋を流用した自転車置場を設置する[3]。

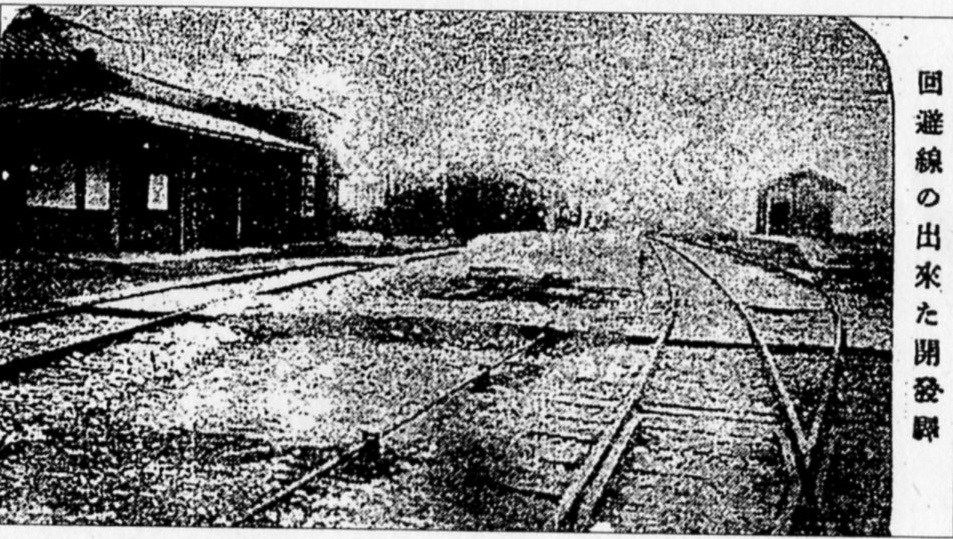
列車待避設備が完成した当時の開発駅（『富山日報』1927年（昭和2年）6月9日）
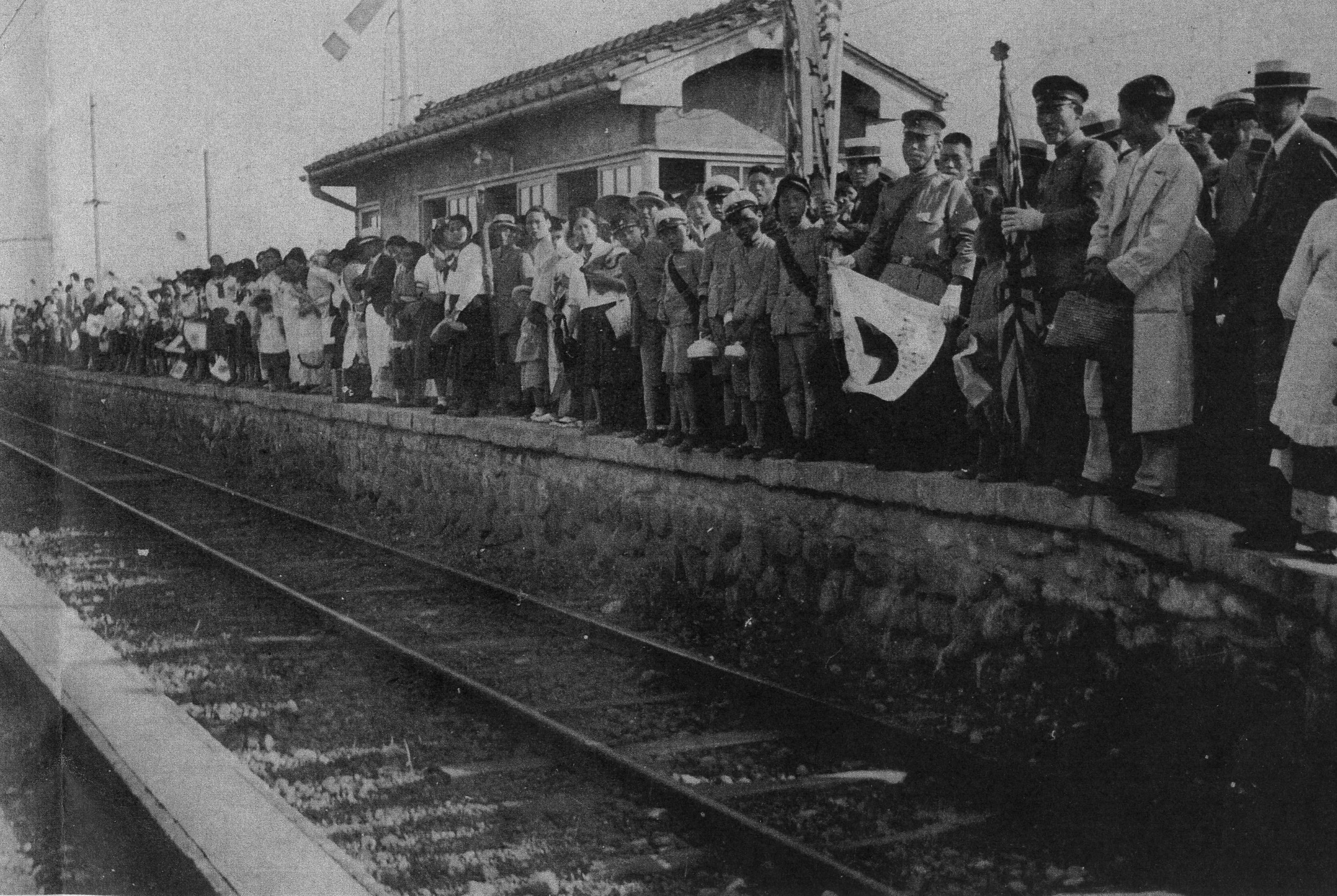
1937年（昭和12年）当駅ホームにて出征兵士を送る人々

## 駅構造
単式ホーム1面1線の駅である。かつては2面4線の列車交換設備を有する駅であった。そのホーム跡が残っている。またかつては業務委託駅であったが、2017年（平成29年）4月1日現在は無人駅となっている。木造駅舎を有する。

## 利用状況
「富山市統計書」によると、2019年度の1日平均乗車人員は160人である。
近年の1日平均乗車人員は以下の通り。
| 年度   | 1日平均 乗車人員 |
| ------ | ---------------- |
| 2001年 | 158              |
| 2002年 | 164              |
| 2003年 | 145              |
| 2004年 | 151              |
| 2005年 | 151              |
| 2006年 | 147              |
| 2007年 | 147              |
| 2008年 | 152              |
| 2009年 | 149              |
| 2010年 | 149              |
| 2011年 | 152              |
| 2012年 | 155              |
| 2013年 | 163              |
| 2014年 | 154              |
| 2015年 | 163              |
| 2016年 | 155              |
| 2017年 | 157              |
| 2018年 | 157              |
| 2019年 | 160              |
| 2020年 | 132              |
| 2021年 | 133              |
| 2022年 | 135              |

## 駅周辺
- 富山市農業センター（フラワーセンター）
- 富山県農業技術センター（農業試験場）

## 隣の駅
富山地方鉄道
■上滝線
布市駅 (T65) - 開発駅 (T66) - 月岡駅 (T67)